# 郭超
郭超（1914年—1993年），又名郭海容，男，山东濮县（今河南范县）人，中华人民共和国政治人物，曾任云南省人民委员会副省长，福建省人民政府副省长。